# Galeb (jadrnica)
Jadrnica Galeb je nekdanji jadralni kuter razreda M6. 

## Jadranski kuterji razreda M6

### Zgodovina Galeba
Koreografa in baletnika svetovnega slovesa Pia in Pino Mlakar sta v letih 1934-38 vodila zuriško baletno hišo, dopuste pa preživljala v Dalmaciji, kjer sta tudi jadrala med obalami in otoki.
Leta 1936 sta ob rojstvu hčerke Veronike pri trogirski ladjedelniški zadrugi naročila športno jadrnico, tipa kuter, znano kot nekdanji olimpijski razred M6 (6 Metre class), med jadralci pa kot »one-design«.
Z Galebom, edino ohranjeno jadrnico te vrste na Jadranu, sta sodelovala na številnih regatah in več kot petdeset poletij je z njo družina aktivno jadrala.
Jadrnica je bila v lasti in uporabi zakoncev Mlakar do maja 1994, ko sta jo podarila Pomorskemu muzeju Sergej Mašera v Piranu.

## Gradnja in prenove
Po ohranjenih podatkih trogirske ladjedelniške zadruge so bila rebra, kobilica in grodnica na premcu in krmi izdelani iz hrastovega lesa, zunanja oplata iz borovine, paluba pa iz lesa macesna. Notranjost in oprema sta bila izdelana iz tikovine, posamezni originalni deli plovila so hranjeni tudi v depojih muzeja.
Ker je bila jadrnica prenizka za uporabo štiričlanske družine, so jo leta 1958 prenovili in povišali za dobrih 10 cm. Leta 2016 je jadrnica dobila nov jambor, saj je bil prejšnji v preteklosti poškodovan in ni več opravljal svoje funkcije.

### Generalna prenova 2020-2022
V letu 2020 so jadrnico prepeljali v Tržič, na generalno strokovno prenovo lesenih delov plovila, od koder se je v Piran vrnila leta 2022.